# Balekok (film)
A Balekok (franciául: Les compéres) 1983-ban bemutatott francia vígjáték, Pierre Richard és Gérard Depardieu főszereplésével.

## Cselekmény
Christine kamaszodó fia eltűnik, és a kétségbeesett anya, miután a rendőrség nem segít neki, furcsa tervet eszel ki: megkeresi két egykori szerelmét, és mindkettőnek azt hazudja, hogy ő a gyerek apja, és ezért kötelessége segíteni megkeresni. François Pignon (Pierre Richard) egy labilis lelkiállapotú, öngyilkosságot fontolgató szerencsétlen figura, és ez a feladat értelmet ad az életének, míg Jean Lucas (Gérard Depardieu) egyedülálló menő újságíró, aki a maffiáról készít leleplező cikkeket. A két férfi külön-külön kezd nyomozásba, de csakhamar egymásba botlanak. Innentől a két eltérő férfi együtt indul elveszett „fiuk” megkeresésére.

## Szereposztás
| Szerep             | Színész               | Magyar hangja (1. szinkron) |
| ------------------ | --------------------- | --------------------------- |
| François Pignon    | Pierre Richard        | Varga T. József             |
| Jean Lucas         | Gérard Depardieu      | Koroknay Géza               |
| Christine Martin   | Anny Duperey          | Bessenyei Emma              |
| Paul Martin        | Michel Aumont         | Végvári Tamás               |
| Tristan Martin     | Stéphane Bierry       | Rudolf Péter                |
| Milan, gengszter   | Philippe Khorsand     | Kiss Gábor                  |
| Ralph, gengszter   | Jean-Jacques Scheffer | ?                           |
| Raffart            | Maurice Barrier       | Horváth László              |
| Jeannot            | Roland Blanche        | Konrád Antal                |
| Verdier felügyelő  | Jacques Frantz        | Izsóf Vilmos                |
| Riviéra, recepciós | Robert Dalban         | ?                           |

## Feldolgozás
1997-ben az Amerikai Egyesült Államokban is leforgatták Apák napja címen Robin Williams és Billy Crystal főszereplésével.